# Degelia cyanoloma
Degelia cyanoloma är en lavart som först beskrevs av Schaer., och fick sitt nu gällande namn av H. H. Blom & L. Lindblom. Degelia cyanoloma ingår i släktet Degelia och familjen Pannariaceae.   Inga underarter finns listade i Catalogue of Life.